# Die Lieblingsfrau des Maharadscha. Zweiter Teil
Die Lieblingsfrau des Maharadscha. Zweiter Teil ist ein dänisches Stummfilmdrama aus dem Jahre 1918 von August Blom mit Gunnar Tolnæs in der männlichen Hauptrolle. 

## Handlung
Im Parlament eines europäischen Kolonialstaates hält der Abgeordnete Armine Robert eine Rede, in der er behauptet, dass die Regierung viel zu wenig für die Entwicklung der Kolonien tue. Diese Rede hat zur Folge, dass Robert nunmehr als Finanzbeirat in das Land des Maharadschas von Bhagalpur entsandt wird. Roberts Interesse an Bhagalpur wird auch durch den Umstand geweckt, dass er von den dramatischen Erlebnissen der europäischstämmigen Maharani Elly, die nunmehr Gul heißt, gehört hat. Kaum angekommen, macht Robert dem Maharadscha Vorschläge, wie er sein Land finanziell sanieren könne. Anstatt Zinsen für die sich auftürmenden Staatsschulden zu zahlen, könne man stattdessen Getreide liefern. Doch das Volk reagiert auf Roberts koloniale Ideen mit großer Unruhe, befürchtet man doch nunmehr eine Mangelversorgung und infolgedessen Hungersnöte. Als auch noch eine große Trockenheit ausbricht, macht sich die Fama breit, dass die Götter erzürnt seien. Als Kernursache für den Zorn der Götter wird die Heirat ihres Maharadschas mit der Fremden, der Europäerin, unterstellt.
Des Maharadschas Erster Minister bestärkt des Volkes Aberglauben und trachtet danach, die Maharani aus Amt und Staat wieder zu verdrängen. Bei einer Ausfahrt mit dem Auto ist auch ihr kleiner Sohn dabei. Rasch wird das Fahrzeug umringt, die Maharani, die von den meisten nicht als ihre Herrscherin erkannt, sondern lediglich als Ausländerin misstrauisch beäugt wird, massiv bedrängt. Mutig stellt sich Robert zwischen sie und den Pöbel und sorgt für sicheres Geleit. Ghul ist zutiefst bekümmert, dass sie noch nicht einmal von ihrem nunmehr eigenen Volk als Maharani erkannt wird. Um Rat bei den Priestern zu suchen, möchte sie in den Tempel des Siwa gehen. Daher bittet sie Robert, ihr Hindugewänder zu besorgen und sie auf dem Gang zum Tempel zu begleiten. Doch Robert nimmt sich mehr heraus als ihm zusteht. In seiner Wohnung bestürmt er die Maharani mit Liebesschwüren. Der Maharadscha befürchtet (wie schon im ersten Teil) indessen, dass seine Lieblingsfrau eine Gelegenheit suchen könnte, ihn und das Land heimlich zu verlassen, und tritt hinzu. Dabei überrascht er die beiden in einer kompromittierenden Situation, als Robert Ghul gegenüber zudringlich wird.
Der europäische Finanzberater wird augenblicklich des Landes verwiesen, nicht aber ohne zuvor dreist zu behaupten, dass die Maharani mit alledem, was er tat, einverstanden gewesen sei. Im Zornesrausch überreagiert der Maharadscha. Er behandelt nunmehr seine Lieblingsfrau wie eine Gefangene und entzieht ihr das Liebste: ihren kleinen Sohn. Der Erste Minister sieht eine gute Gelegenheit, die „Fremde“ nunmehr ein für alle Mal loszuwerden, und besticht einen willfährigen Diener, die Maharani zu ermorden. Nur so könnten, so behauptet er, die Götter in ihrem Zorn besänftigt werden. Man verabreicht Ghul Gift, und tatsächlich erscheint die Lieblingsfrau des Maharadscha als tot. Für die anstehende Feuerbestattung wird sie daraufhin aufgebahrt. Doch der dazu gerufene Priester für diese rituelle Handlung erkennt, dass die Maharani noch sehr wohl am Leben ist und verhindert das Schlimmste. Schließlich kommt es zur Versöhnung mit ihrem Gatten.

## Produktionsnotizen
Der Film wurde infolge des großen Kassenerfolges von Die Lieblingsfrau des Maharadscha 1918 in Dänemark gedreht und in den ersten Wochen des Jahres 1919 in Österreich (und somit vermutlich auch in Deutschland) dem Fachpublikum vorgestellt. Die dänische Erstaufführung des 1828 Meter langen Films ist für den 27. Oktober 1919 in Kopenhagen feststellbar.
Maharadscha-Star Tolnæs nahm hier wie auch in dem deutschen dritten Teil (1920) von Max Mack seine alte Rolle wieder auf. Wie schon im ersten Teil (1916) spielt auch im zweiten Lilly Jacobsson seine „Lieblingsfrau“.

## Kritik
„Der kolossale Erfolg des ersten Teils dieses sehr merkwürdigen Films dürfte auch dem zweiten Teil beschieden sein. Wieder bilden die reiche Ausstattung, das mystische Sujet und die glanzvolle Darstellung Gunnar Tolnäs die Hauptanziehungspunkte. Die Symbolik des Stückes, der Sieg der Unschuld über die Schuld, der Sieg des Guten über das Böse, ist mit meisterhafter Geschicklichkeit ausgebaut. Man wird nicht allein von der äußeren Aufmachung angezogen, sondern auch zum Nachdenken angeregt. Die tiefe Weisheit des Brahmanen öffnet den Ausblick in die Welt der Metaphysik und läßt das Befreiende ihrer geistigen Kraft ahnen. Gunnar Tolnäs ist der beste Repräsentant für die Darstellung vergeistigter Liebe, Lilly Jacobsen seine verständnisvolle Partnerin.“